# 5465 Chumakov
Az 5465 Chumakov (ideiglenes jelöléssel 1986 RF13) a Naprendszer kisbolygóövében található aszteroida. Ljudmila Georgijevna Karacskina fedezte fel 1986. szeptember 9-én.